# Hidrografia Republicii Moldova

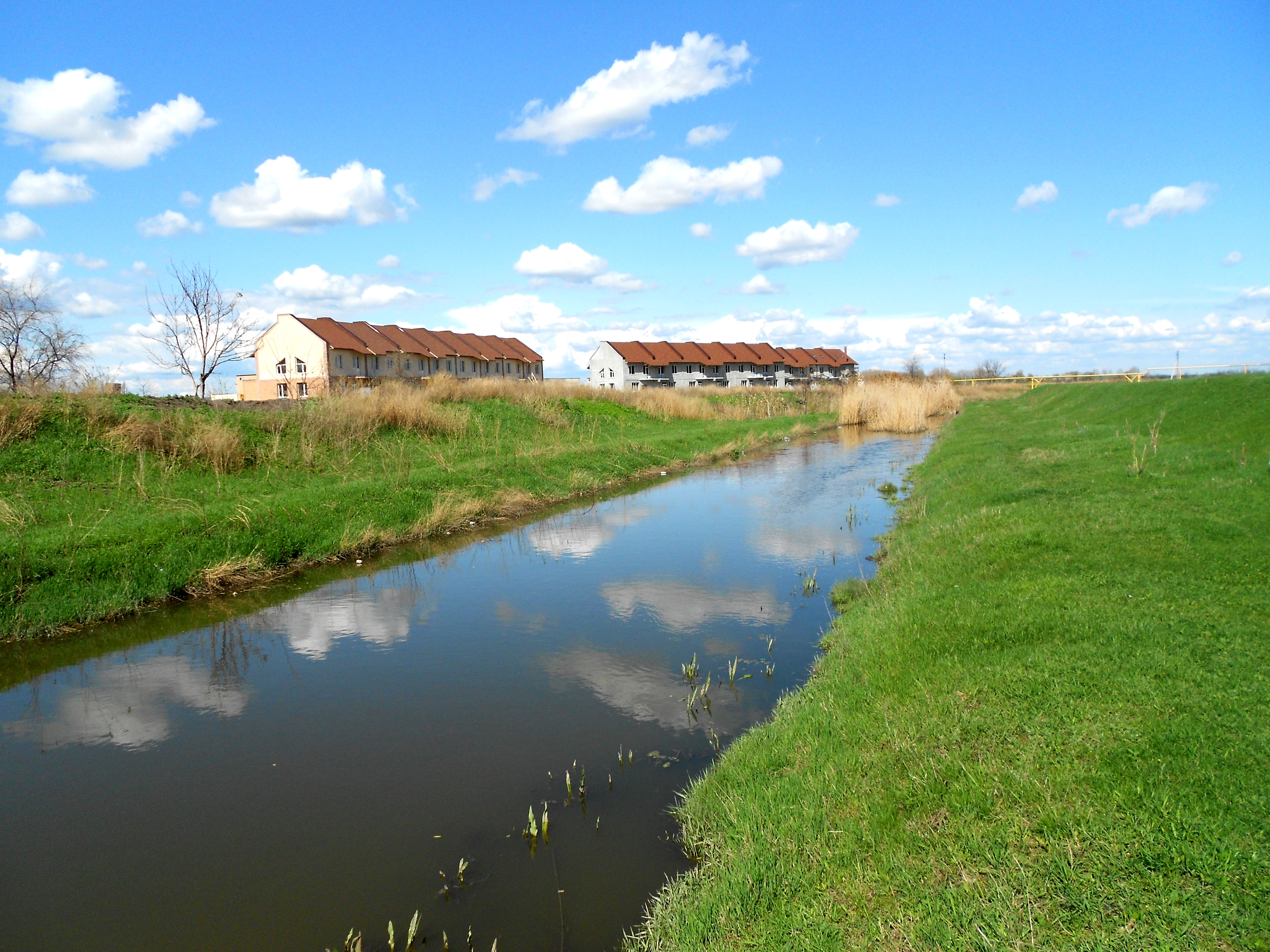
Râul Răuțel în apropiere de Bălți

Hidrografia Republicii Moldova se referă la totalitatea apelor de pe teritoriul acesteia. Republica Moldova beneficiază de toate tipurile de unități acvatice: fluvii și râuri, lacuri și ape subterane.
Țara dispune de puține râuri mari, însă dispune de o rețea densă de râuri mici și pâraie, permanente sau temporare, al căror număr este de peste 3100. Lungimea totală a rețelei hidrografice depășește 16 000 km. Din numărul menționat, 250 de râuri au o lungime de peste 10 km fiecare. Dintre ele numai 8: Nistru, Prut, Răut, Bâc, Botna, Ichel, Cogâlnic, Ialpug, au fiecare o lungime mai mare de 100 km.
Rețeaua hidrografică a Republicii Moldova aparține bazinului Mării Negre. Din cauza înclinării generale a reliefului, râurile mari precum: Nistru și Prut au direcția de la nord-vest spre sud-est. Numai râurile mici, afluenții din partea stângă a Nistrului și Prutului, și râurile ce se varsă spre sud republicii în lacurile bazinelor Dunării și Mării Negre au direcții diferite.
În cadrul Serviciului Hidrometeorologic de Stat funcționează o rețea națională de observații hidrologice, care include peste 40 de stații si posturi hidrologice,situate pe râurile Nistru, Prut și pe alte râuri mai mici.
În a doua jumătate a secolului XX-lea, majoritatea bălților și mlaștinilor au fost valorificate ca terenuri agricole.